# Bassenge

Situación de Bassenge en la provincia de Lieja.

Bassenge (en valón Bassindje, en neerlandés Bitsingen) es un municipio francófono belga de 8.905 habitantes, situado en la Región Valona en la provincia de Lieja. La superficie total es 38,17 km² y su densidad demográfica de 235 habitantes por km².

## Geografía
Se encuentra ubicada al este del país, en la región natural de Hesbaye cerca de la ciudad de Lieja y esta bañada por el río Geer un afluente del río Mosa. 

### Secciones del municipio
El municipio comprende los antiguos municipios, que se fusionaron en 1977:
| - Bassenge - Eben-Emael - Wonck - Roclenge - Boirs - Glons |

### Galería

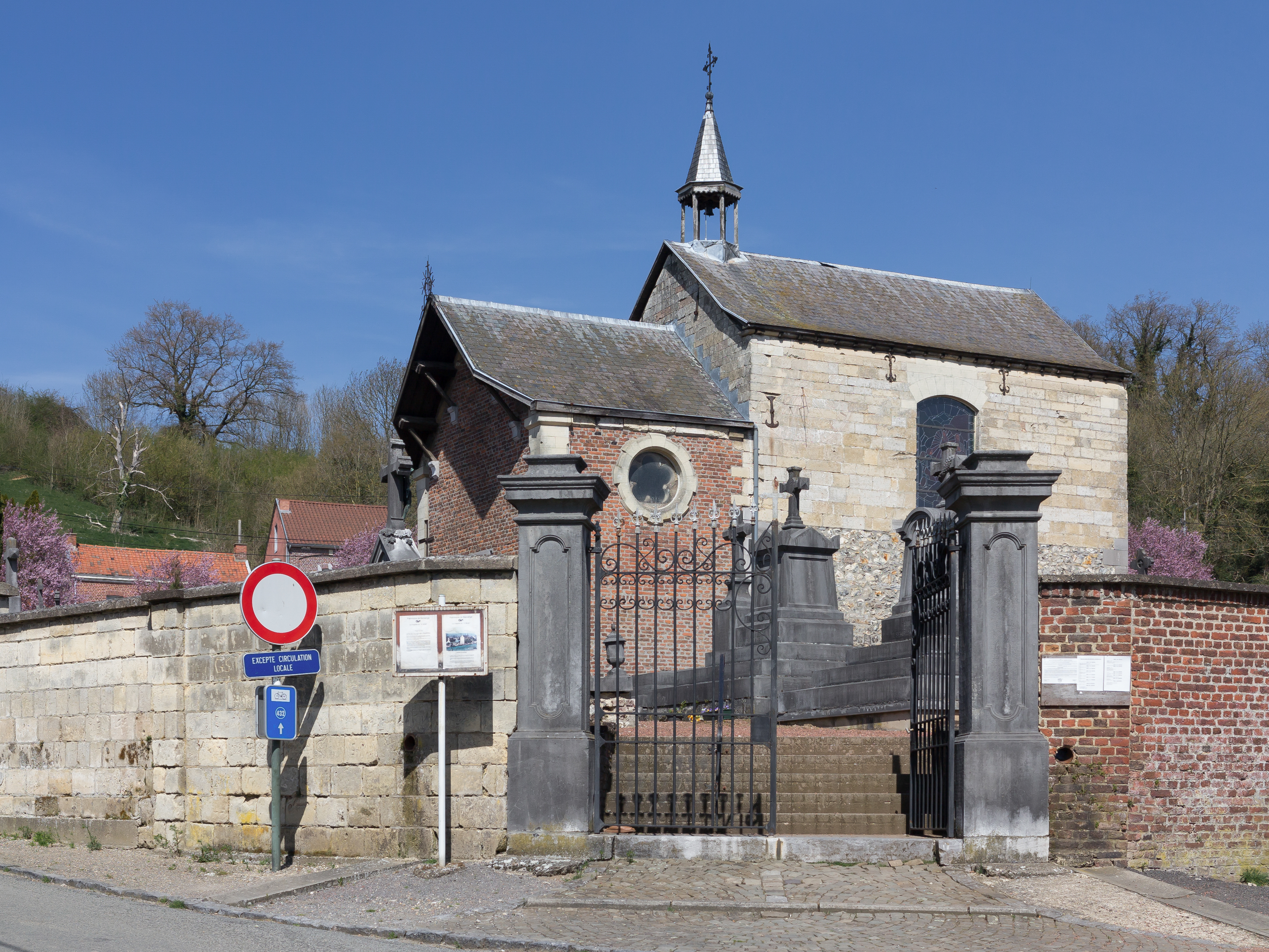
Bassenge, la capilla: la chapelle du Vi Mosti
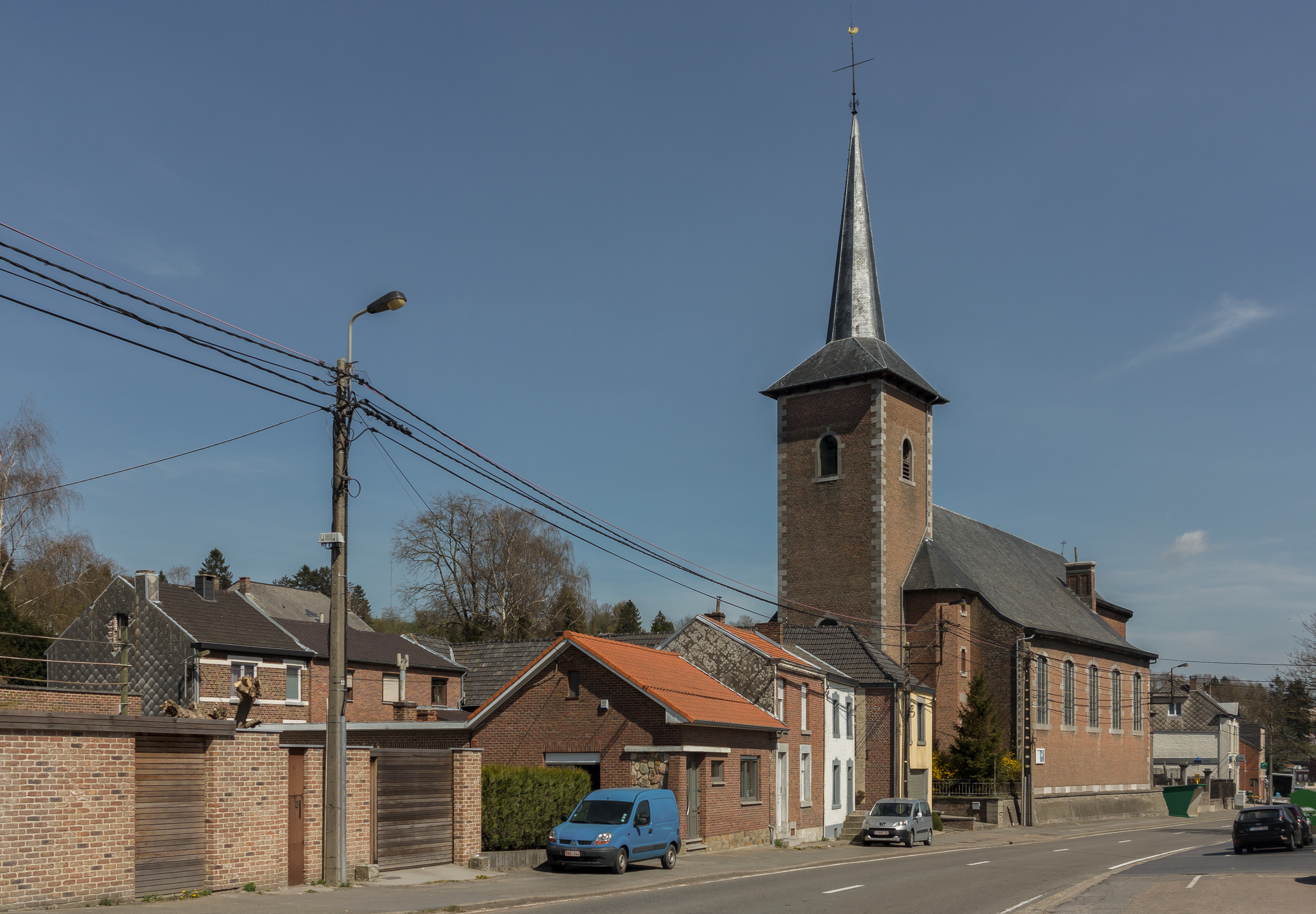
Roclenge sur Geer, la iglesia: l'église Saint-Remy
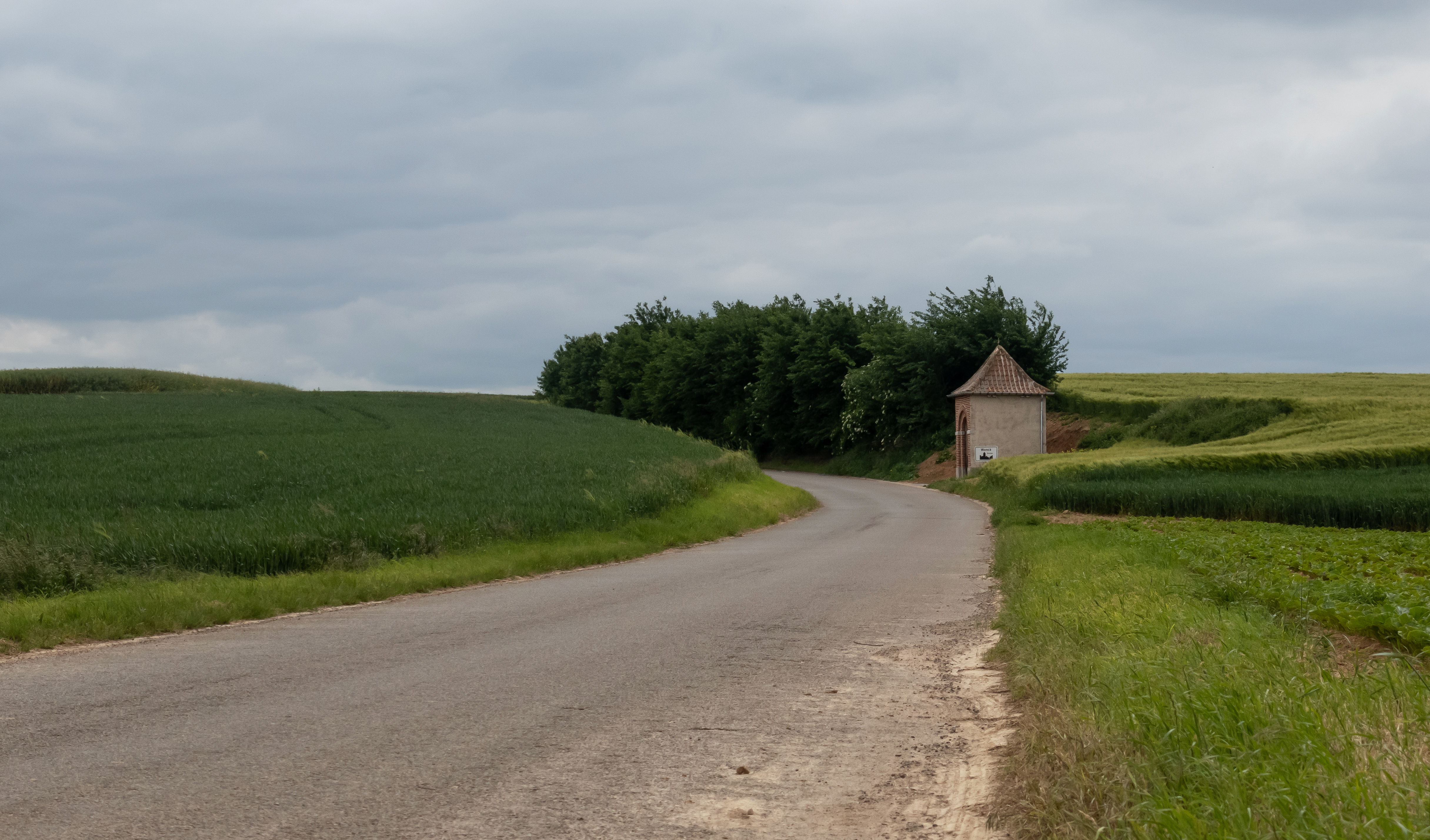
Wonck, la capilla
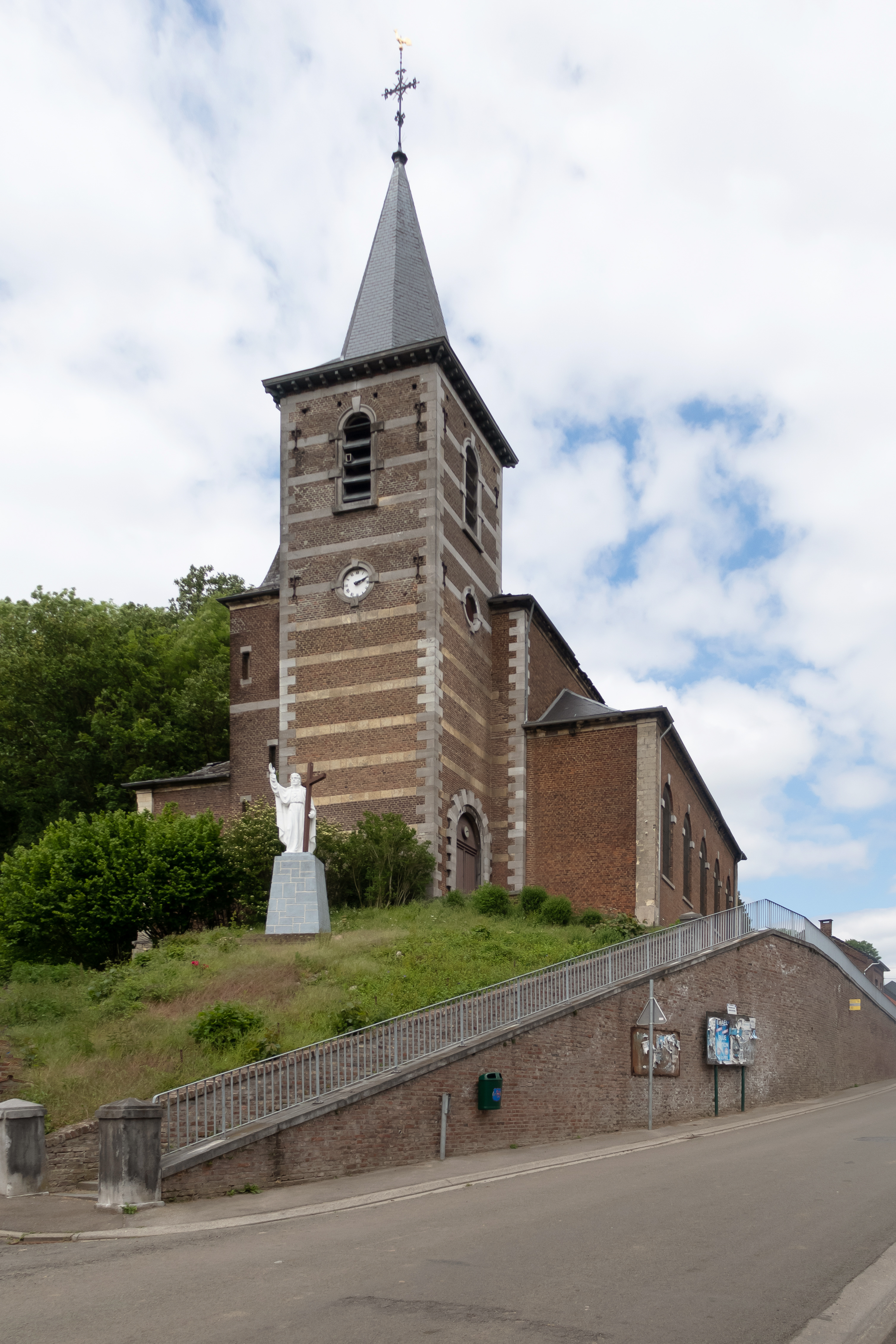
Bassenge, la iglesia: l'église Saint-Pierre

## Demografía

### Evolución
Todos los datos históricos relativos al actual municipio, el siguiente gráfico refleja su evolución demográfica, incluyendo municipios después de efectuada la fusión el 1 de enero de 1977.
| Gráfica de evolución demográfica de Bassenge entre 1846 y 2019 |
|                                                                |

- Datos: Q680918
- Multimedia: Bassenge / Q680918